# NGC 3692
NGC 3692 é uma galáxia espiral (Sb) localizada na direção da constelação do Leão. Possui uma declinação de +09° 24' 28" e uma ascensão recta de 11 horas, 28 minutos e 23,8 segundos.
A galáxia NGC 3692 foi descoberta em 15 de Abril de 1784 por William Herschel.